# Frank Foli Andersen
Frank Foli Andersen (født 6. december 1951) er tidligere en dansk atlet. Han var medlem af Kastrup Tårnby Atletik (-1981), Holte IF (1982) og Trongårdens IF (1986-).
Foli Andersen er uddannet folkeskolelærer og arbejder som lærer på Marie Kruses Skole i Farum.

## Danske mesterskaber
- Sølv 1982	200 meter 22.34
- Guld 1982	400 meter 48.70
- Guld 1981	400 meter 48.67
- Sølv 1980	200 meter 22.59
- Sølv 1979	200 meter 22.03
- Guld 1978	200 meter 22.35
- Sølv 1978	400 meter 49.77
- Sølv 1977	200 meter 22.13
- Sølv 1976	400 meter 49.06
- Sølv 1976	200 meter 22.34
- Sølv 1975	400 meter 48.96
- Sølv 1975	200 meter 22.27
- Sølv 1974	400 meter 48.3
- Guld 1973	400 meter 48.2
- Guld 1972 400 meter 47.9
- Sølv 1972	200 meter 22.2
- Bronze 1971	200 meter 22.0